# روسیس-پرس-ترویس
روسیس-پرس-ترویس (به فرانسوی: Rosières-près-Troyes) یک کامین در فرانسه است که در Canton of Troyes-7 واقع شده‌است.

## خصوصیات
روسیس-پرس-ترویس ۶٫۲۳ کیلومترمربع مساحت و ۲٬۹۸۷ نفر جمعیت دارد و ۱۱۶ متر بالاتر از سطح دریا واقع شده‌است.